# Robert Wangila
Robert Wangila, född den 3 september 1967 i Nairobi, Kenya, död 24 juli 1994, var en kenyansk boxare som tog OS-guld i welterviktsboxning 1988 i Seoul. Han besegrade fransmannen Laurent Boudouani i finalen. Wangila är fortfarande ensam att vinna ett OS-guld för Kenya, med undantag från friidrotten.[källa behövs]
Han dog efter en boxningsmatch mot David Gonzales 1994. Han lämnade efter sig makan Grace Akinyi.